# 1021 (álbum)
1021 es el décimo álbum de estudio de la banda de rock mexicano La Gusana Ciega, este es el primer álbum que autoproduce la banda desde Conejo en el sombrero. Este es el segundo álbum de la banda en ser nominado al Latin Grammy del año 2022 en la categoría de Mejor álbum de Rock.

## Antecedentes
Luego de la publicación de Borregos En La Niebla La Gusana Ciega se dedicó a realizar diferentes presentaciones que incluyeron fechas por México y Estados Unidos. Sin embargo, las presentaciones se detendrían debido a la Pandemia de COVID-19 luego de que en marzo de 2020 el gobierno de México tomara medidas para evitar la propagación del virus.
Durante el 2020 diferentes bandas mexicanas deciden proseguir con sus proyectos musicales, entre los más relevantes se encuentran el Fobia MTV Unplugged y el álbum Entre la niebla de La Barranca, grabados con todas las medidas sanitarias necesarias. Por su parte, La Gusana Ciega publica un EP en vivo titulado "360", contando únicamente cuatro canciones, todas ellas con la participación de Madame Récamier. Al igual que muchos artistas, La Gusana Ciega promueve el movimiento Yo me quedo en casa a base de videos y shows en línea. Uno de los conceptos que se originaría con base en este movimiento sería "Invasión LGC", una serie de Shows que se transmitirían a los fanáticos de la banda de forma remota.

## Grabación del álbum en medio de la pandemia
A inicios del 2021 la banda comenzaría a trabajar en un nuevas canciones vía reomta, en las que por medio de plataformas como Zoom y Meet Daniel, Lu y Germán mostraban ideas para canciones y ellos las estarían documentando en videos de Youtube en una serie de videos conocidos como "Grabando desde casa", en donde se escuchan algunas ideas de canciones, como "La Sombra De Un Ratón" y "El Último En Caer". En dichos videos los miembros de la banda afirman que este tendría un toque más experimental y mucho menos comercial a diferencia de sus trabajos anteriores. Sumado a esto, las letras de las canciones serían mucho más profundas y confusas para entender, pero por sobre todo, el álbum tendría un toque más oscuro y triste a comparación de todos sus álbumes, en especial a su antecesor. 
Con la implementación en México del semáforo de riesgo epidemiológico se dió paso a la reactivación de la economía mexicana, lo que incluía la apertura paulatina para la realización de conciertos en el país, dando la oportunidad a La Gusana Ciega de volver a los escenarios, comenzando por anunciar una nueva fecha para un show en el Auditorio Nacional junto a Jumbo (banda), (que estaba prevista a realizarse el 12 de septiembre de 2020) siendo confirmada para el 16 de julio de 2021. Sin embargo la presentación debió moverse para el 11 de agosto de ese año porque el vocalista Daniel Gutiérrez contrajo Covid-19 el 13 de julio y se quería evitar que los fanáticos, compañeros de trabajo y equipo de producción se infectasen. Afortunadamente Daniel se recuperó sin mayores complicaciones de la enfermedad, pero el show debió cancelarse definitivamente después de una nueva reprogramación para el 18 de septiembre de 2021 por el aumento de casos de Covid en la Ciudad de México.

## "Empezar de Cero" y "Dulce y Amargo"
En medio de todas las complicaciones se lanzó el primer sencillo del álbum titulado "Empezar de Cero", lanzado el 5 de agosto de 2021 y cuyo video promocional saldría a la luz un mes después. La letra de la canción habla de la frustración que sienten las personas cuando los planes no salen de la forma que uno desea, por lo que a veces solo queremos volver a intentarlo. Antes de la publicación del sencillo se anunció el nombre del álbum: 1021, un número que es la conjunción de 2 números relevantes para la banda: 10 por ser el décimo álbum de La Gusana Ciega y 21 por ser el año en el que comenzó su producción (2021).
Por otro lado, el sencillo que más peso tuvo para el álbum fue "Dulce y Amargo", una canción que habla directamente de la muerte, inspirada en pérdidas cercanas, tanto familiares como compañeros musicales, como lo son Oscar Chávez, Armando Manzanero y Sax (músico) de Maldita Vecindad y los Hijos del Quinto Patio, todos ellos víctimas del Covid-19 y solo por nombrar algunos. El sencillo se estrenó el 30 de septiembre de 2021 e inmediatamente la banda invitó a sus fanáticos a participar en el video oficial de la canción de la  canción. La dinámica para participar fue sencilla, enviar una foto de su familiar o ser querido fallecido por Covid 19 y este sería incluido en el videoclip que se estrenó el 1 de noviembre de 2021, un día antes del Día de muertos.
Este homenaje conmovió a todos sus fanáticos, incluso a los que no perdieron a ningún ser querido y los nombres de las víctimas aparecen de fondo cada vez que la banda interpreta esta canción en vivo. Como curiosidad, Dulce y Amargo fue interpretada al inicio de cada concierto de la gira de promoción del álbum en lugar de Entra En El Agua como solía serlo desde su lanzamiento en Conejo en el sombrero.

## "Gris Obscuridad" y "Vuelve a Querer"
El 19 de Noviembre la banda publicó su siguiente sencillo: Gris Obscuridad, una canción, que como su nombre refiere, tiene tintes bastantes oscuros y está acompañada por sonidos más densos, tristes y la peculiaridad de ser la primera canción con 2 voces principales en la banda, siendo Lu el que acompaña a Daniel en la vocalización, además de ser quien propone el concepto de toda la canción. Los demás miembros aportaron ideas para llegar al resultado final. Resulta anecdótico el hecho de que los integrantes querían que Lu fuese el vocalista principal de la canción, propuesta que él rechazó y que cambió por compartir la parte vocal. La letra, nuevamente, remite a la pandemia, esta vez desde una perspectiva más personal.
Al año siguiente la banda lanzó "Vuelve a Querer", canción que fue lanzada el 11 de marzo (2 años después de la declaratoria de pandemia de Covid-19 por parte de la OMS) con una letra más alegre y emocional que los 3 sencillos anteriores que no deja de lado el tema pandémico, pero retoma la esencia de sus álbumes anteriores, con un encuentro entre 2 personas que en el pasado tenían una relación sentimental y que una de ellas decide volver a intentarlo. La canción se tocó en vivo por primera vez en el Vive Latino 2022 el 19 de marzo de 2022 y fue el último sencillo antes del lanzamiento oficial que estaría conformado por 6 canciones más, dando un total de 10.

## Arte del disco y lanzamiento

Alineador de dimensiones

La portada fue diseñada y retocada una vez más por Michel Dittner y el arte del CD fue obra de Amor de Verano Studio, sin embargo, el objeto que aparece en la portada es un  alineador de dimensiones diseñado por Germán Arroyo en los momentos más críticos de la pandemia. Su función es volver a llevarte con tus seres queridos, dejando el confinamiento. Es una forma de expresar el deseo de todos por volver a estar con nuestros seres queridos.
Dentro del resto de canciones del álbum destacan 2 en particular: "Araña Del Escalón" y "Se Nos Rompió". La primera es compuesta por Lu y es la única canción de La Gusana Ciega que canta otra persona por completo que no sea Daniel. Por otra parte, "Se Nos Rompió" cuenta con la participación de Liah Alonso con un rap en inglés que escribió con relación a la canción. Su colaboración fue en petición de Germán, ya que ella es una gran amiga suya.
Finalmente se lanzó el álbum el 20 de mayo de 2022, en un contexto donde la pandemia se estaba quedando atrás gracias a la Vacunación contra la COVID-19 en México y medidas de salubridad que fueron surtiendo efecto con el pasar del tiempo. El álbum fue promocionado con una gira titulada "Giramos alrededor" cuyo momento cumbre fue un concierto en el Pepsi Center del World Trade Center Ciudad de México el 29 de septiembre de ese año. Dicho concierto fue todo un éxito, logrando Sold Out y que el mismo fuese grabado y editado en un álbum titulado "Vuelves a Ser", contando con 8 canciones y publicado al año siguiente.

## Canciones
Finalmente, el álbum contó con las siguientes canciones (El orden varía un poco en la versión CD):

| 1021  |                         |          |  |
| N.º   | Título                  | Duración |  |
| 1.    | «Dulce y Amargo»        | 04:12    |  |
| 2.    | «Vuelve a Querer»       | 03:58    |  |
| 3.    | «Empezar De Cero»       | 04:30    |  |
| 4.    | «Gris Obscuridad»       | 04:56    |  |
| 5.    | «La Sombra De Un Ratón» | 04:09    |  |
| 6.    | «Eres Para Mí»          | 03:19    |  |
| 7.    | «El Último En Caer»     | 03:34    |  |
| 8.    | «Araña Del Escalón»     | 03:54    |  |
| 9.    | «Se Nos Rompió»         | 03:33    |  |
| 10.   | «La Sal De La Tierra»   | 02:51    |  |
| 39:00 |                         |          |  |

## Créditos
La Gusana Ciega:
Daniel Gutiérrez: Guitarras, teclado y voz en todas las canciones, excepto "Araña Del Ecalón".
Luis Ernesto "Lu" Martínez: Bajo, teclados, coros, voz en "Gris Obscuridad" y voz principal de "Aaraña Del Escalón".
Germán Arroyo: Batería, programaciones, coros, guitarra.
Músicos de apoyo:
Roger Dávila: Guitarra
Luis Yáñez: Efectos
Liah Alonso: Invitada en "Se Nos Rompió"
Celso Duarte: Violín
Producción:
Mezcla y mesterización: Luis Ernesto "Lu" Martínez
Grabación: Luis Ernesto "Lu" Martínez, Eduardo Bogard, German Arroyo, Daniel Gutiérrez, Luis Yáñez, Rodrigo Duarte y Eduardo "Yayo" Escamilla.
Diseño gráfico: Michael Dittner y Amor de Verano Studio.